# 三戸町立斗川小学校
三戸町立斗川小学校（さんのへちょうりつ とがわしょうがっこう）は、青森県三戸郡三戸町大字斗内にある公立小学校。現在は小中一貫三戸学園を構成する小学校となっている。

## 概要
- 本校は、小中一貫三戸学園を構成する小学校だが、小学生と中学生が異なる校舎で学ぶ「分離型小中一貫」である。

## 沿革
- 1997年（平成9年）4月 - 斗内・豊川・大舌の3小学校を統合して開校。校舎完成し、開校式挙行[1]。

## 特色
- 給食は全校児童が食堂に集まりブッフェ形式で食べる。
- 校庭は全面芝生となっている。

## 学区
- 大字斗内（荒巻・臼久保・岡谷地・大羽沢・大舌・大石・上茨沢・上川原・樺ノ木・上高間舘・上当別沢・栗木沢・後石川原・小久保・指ノ久保・坂中・沢田川原・沢田平・下茨沢・下高間舘・下川原・下当別沢・角沢・清蔵久保・田畑・田屋ノ下・舘川原・大蛇・団子坂北向・長者屋敷・辻ヶ平沢・寺牛・斗内沢・中堤・中平・夏焼・西ノ平・野月・乗上・日影・武士沢・松山・目滝・森ノ脇・柳沢・和田・上ノ平・兎平・大谷地・大久保・狼久保・大沢・上久保・株栗・角良ノ下・辻ヶ平・北野・轡沢・小渡・沢田大久保・扨ヶ平・申楽・沢田・三夜久保・清水田・下辻ヶ平・下モ平・塩俵・菅田・滝・舘・丹内坪・高間舘沼久保・団子坂・立花・茶屋場・塚平・天満・鳥屋崎・中堤下平・長根・新井田平・沼久保・野中・葉ノ木谷地・日向・坊子森・曲坂・森ノ上・森・山端）
- 大字豊川（上玉ノ木平・上大久保・上川原・久保・下村中・下楢舘平・蛇ヶ張・中玉ノ木平・西張・比丘尼坂・下原・沖平・上楢舘平・上村中・北向・久保川原・下玉ノ木平・下大久保・中屋敷平・中崎・沼久保・水上）

## 周辺
- 三戸町役場斗川支所 - 敷地が隣接
- 国道104号
- コメリハード&グリーン三戸店

## アクセス
- 南部バス「斗川支所前」バス停下車後、徒歩約190m・約3分。